# 徳州市
徳州市（とくしゅう-し）は、中華人民共和国山東省に位置する地級市。

## 地理
山東省の北西部に位置し、済南市、聊城市、浜州市、河北省滄州市、河北省衡水市に接する。
市庁所在地の徳城区は市全体の西北の端っこにあり、京津冀協同発展エリアに入るものの、各県との距離が遠いため、東に位置する楽陵市は副中心となり、南に位置する斉河県などは済南市経済エリアに入る。

## 歴史
中国歴史の夏商の時代に町ができ、後に平原郡として存在していた。古代において地域所属がしばしば変わってきた。中華人民共和国になってから山東省の一部となる。
1994年に地級市に昇格。
1997年に日本の四国地方にある愛媛県新居浜市と姉妹都市となる。

## 行政区画
2市轄区・2県級市・7県を管轄する。
- 市轄区
  - 徳城区・陵城区
- 県級市
  - 楽陵市・禹城市
- 県
  - 寧津県・斉河県・武城県・慶雲県・平原県・夏津県・臨邑県

| 徳州市の地図                                                                 |
| ---------------------------------------------------------------------------- |
| 徳城区 陵城区 寧津県 慶雲県 臨邑県 斉河県 平原県 夏津県 武城県 楽陵市 禹城市 |

### 年表
この節の出典

#### 渤海行政区
- 1949年10月1日 - 中華人民共和国山東省渤海行政区が成立。徳州市を直轄する。(1市)
- 1950年5月9日 - 徳州市が徳州専区に編入。

#### 渤海行政区濼北専区
- 1949年10月1日 - 中華人民共和国山東省渤海行政区濼北専区が成立。臨邑県・徳県・商河県・徳平県・済陽県・恵済県・匡五県・斉河県・平北県・禹城県が発足。(10県)
- 1949年10月29日 - 平原省聊城専区斉禹県・河西県、河北省衡水専区平原県を編入。(13県)
- 1949年11月 - 匡五県が陵県に改称。(13県)
- 1950年1月5日 - 平北県が平原県に編入。(12県)
- 1950年5月9日 
  - 臨邑県・徳県・商河県・徳平県・済陽県・恵済県・陵県・斉河県・禹城県・斉禹県・平原県が徳州専区に編入。
  - 河西県が泰安専区に編入。

#### 徳州専区(1950年-1956年)
- 1950年5月9日 - 渤海行政区徳州市、渤海行政区濼北専区臨邑県・徳県・商河県・徳平県・済陽県・恵済県・陵県・斉河県・禹城県・斉禹県・平原県、渤海行政区滄南専区南皮県・東光県・楽陵県・慶雲県・塩山県・呉橋県・寧津県を編入。徳州専区が成立。(16県)
  - 徳州市が徳県に編入。
  - 斉禹県が斉河県・禹城県に分割編入。
  - 恵済県が済陽県・商河県、恵民専区恵民県に分割編入。
- 1950年12月6日 - 徳県の一部が分立し、徳州市が発足。(1市16県)
- 1950年12月 - 徳州市の一部が呉橋県に編入。(1市16県)
- 1952年7月17日 - 陵県が徳県・臨邑県に分割編入。(1市15県)
- 1952年9月 - 河北省衡水専区景県の一部が徳県に編入。(1市15県)
- 1952年10月16日 - 河北省衡水専区恩県・武城県・夏津県を編入。(1市18県)
- 1952年10月24日 - 東光県・呉橋県・寧津県・慶雲県・塩山県・南皮県が河北省滄県専区に編入。(1市12県)
- 1953年9月 - 徳県の一部が河北省滄県専区景県に編入。(1市12県)
- 1953年11月12日 - 徳州市・徳県の各一部が河北省滄県専区呉橋県に編入。(1市12県)
- 1954年12月31日 - 恩県の一部が平原県に編入。(1市12県)
- 1956年2月24日 
  - 楽陵県・商河県・臨邑県・済陽県・徳平県が恵民専区に編入。
  - 徳州市・夏津県・武城県・徳県・平原県・禹城県・恩県・斉河県が聊城専区に編入。

#### 徳州地区(1961年-1994年)
- 1961年9月28日 - 聊城専区徳州市・斉河県・平原県・夏津県、恵民専区楽陵県・臨邑県を編入。徳州専区が成立。(1市5県)
- 1961年10月5日 (1市10県)
  - 聊城専区高唐県の一部が分立し、禹城県が発足。
  - 平原県の一部が分立し、陵県が発足。
  - 夏津県の一部が分立し、武城県が発足。
  - 臨邑県の一部が分立し、済陽県が発足。
  - 楽陵県の一部が分立し、商河県が発足。
- 1964年12月26日 - 武城県の一部が河北省衡水専区故城県に編入。(1市10県)
- 1965年3月12日 (1市12県)
  - 河北省滄州専区寧津県・慶雲県を編入。
  - 河北省滄州専区呉橋県の一部が寧津県・陵県に分割編入。
  - 河北省滄州専区東光県の一部が寧津県に編入。
  - 河北省滄州専区塩山県の一部が慶雲県に編入。
  - 河北省衡水専区故城県の一部(鄭口公社の甘泉村)が武城県に編入。
  - 武城県の一部(饒陽店公社・武官寨公社・祖陽荘公社および甲馬営公社の一部)が河北省衡水専区故城県に編入。
- 1965年8月 - 徳州市の一部が平原県・陵県に分割編入。(1市12県)
- 1967年2月 - 徳州専区が徳州地区に改称。(1市12県)
- 1972年11月 - 平原県の一部が徳州市に編入。(1市12県)
- 1988年9月1日 - 楽陵県が市制施行し、楽陵市となる。(2市11県)
- 1989年12月2日 (2市9県)
  - 済陽県・商河県が済南市に編入。
  - 斉河県の一部が済南市歴城区に編入。
- 1990年1月1日 (2市9県)
  - 済南市商河県の一部が楽陵市に編入。
  - 済南市歴城区の一部が斉河県に編入。
- 1992年10月4日 - 陵県・平原県の各一部が徳州市に編入。(2市9県)
- 1993年9月9日 - 禹城県が市制施行し、禹城市となる。(3市8県)
- 1994年12月17日 - 徳州地区が地級市の徳州市に昇格。

#### 徳州市
- 1994年12月17日 - 徳州地区が地級市の徳州市に昇格。(1区2市8県)
  - 徳州市が区制施行し、徳城区となる。
- 2014年10月20日 - 陵県が区制施行し、陵城区となる。(2区2市7県)

## 交通
- 鉄道
  - 京滬高速鉄道
  - 京滬線（北京市 - 上海市）
  - 石徳線（河北省石家荘市 - 徳州市）
  - 石済旅客専用線
  - 徳大線（中国語版）

- 高速道路
  - G２京滬高速道路
  - G３京台高速道路

## 産業
伝統的な農業地域であり、小麦、スイカや棗の生産が多い。工業においては、農産加工と太陽エネルギー産業が盛んでいる。

### 名産品
鶏肉料理の徳州扒鶏が全国的に有名。棗の品種として楽陵金糸小棗が有名。

### 観光業
古い京杭大運河の街を再現した運河古街があるほかに、楽陵影视城、欧楽堡などの大型観光地が県エリアに開発されている。自然観光地として黄河故道森林公園などがある。

## 文化教育
京杭大運河の町として古代から繁栄し、近代になると鉄道が通ったことで華北地域の重要な都市になりつつある。歴史が長い上、三国志と関わる場所が多く存在し、古代地名の平原の縁の地である。
スポーツスタジアムや市民体育館、図書館、博物館を有している。

### 大学
本科大学：
- 德州学院
- 山東華宇工学院（私立）

専科大学：
- 徳州職業技術学院
- 徳州科技職業学院（私立）
- 徳州工程職業学院（私立）

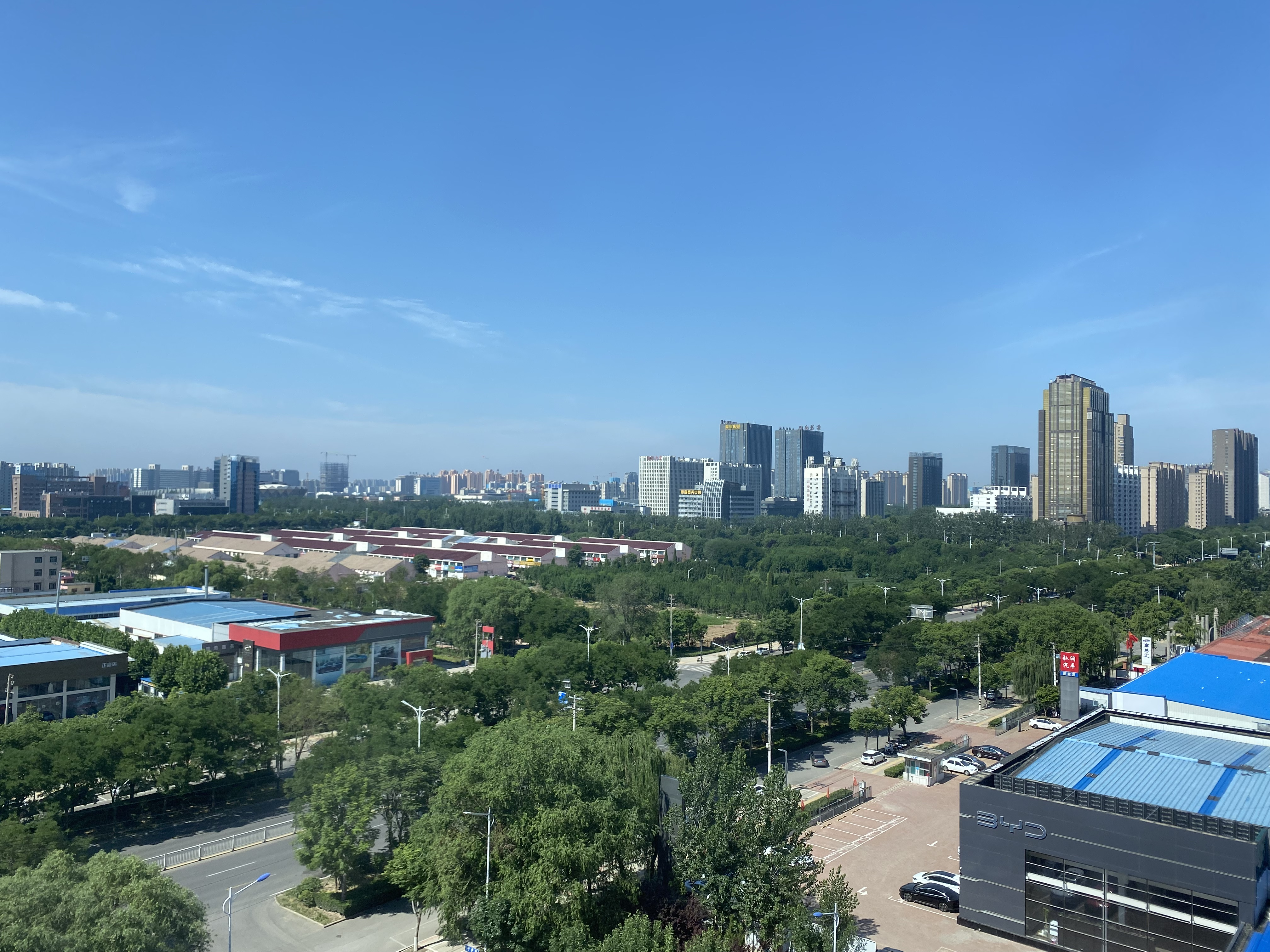
新区
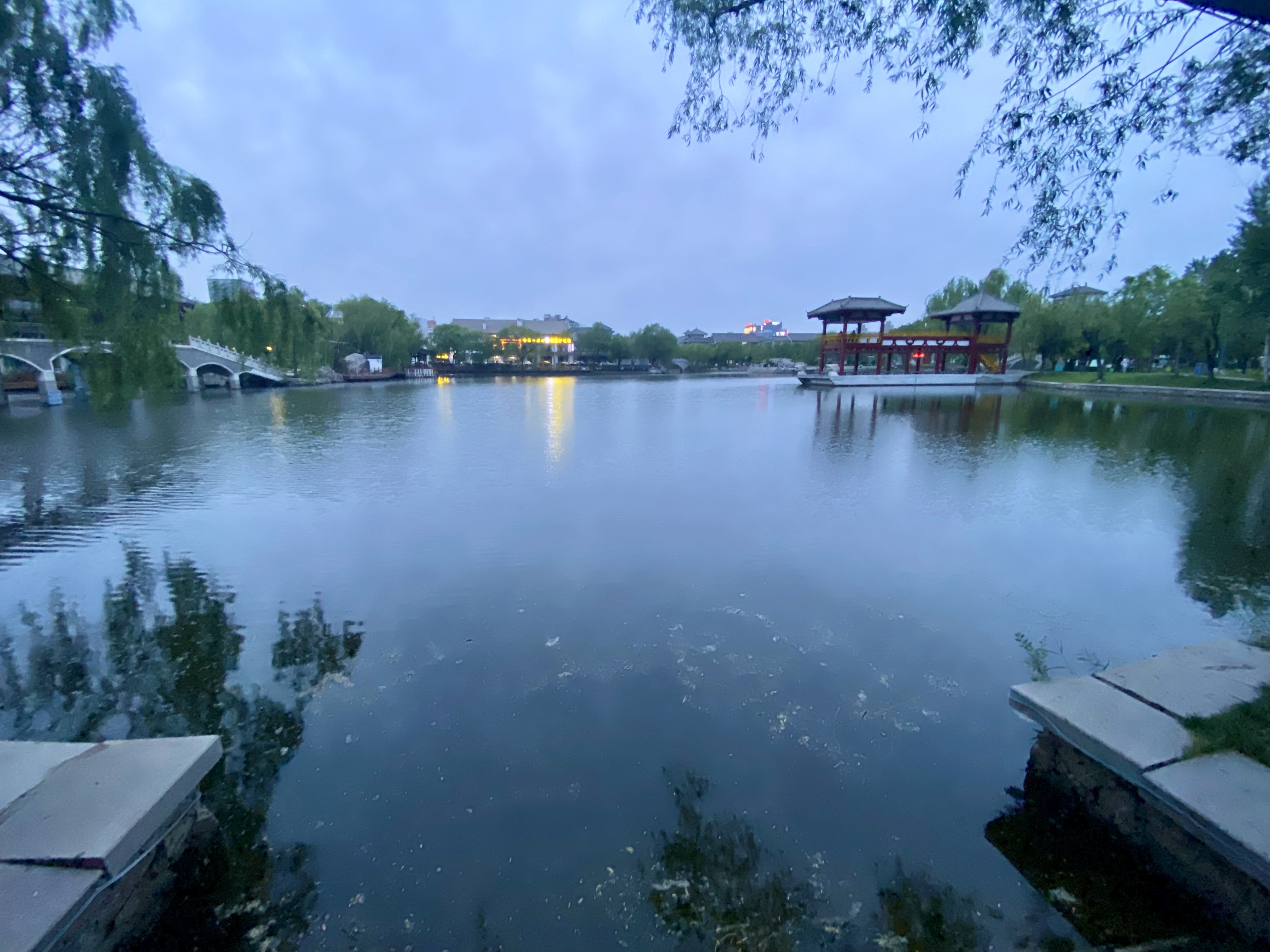
董子文化園
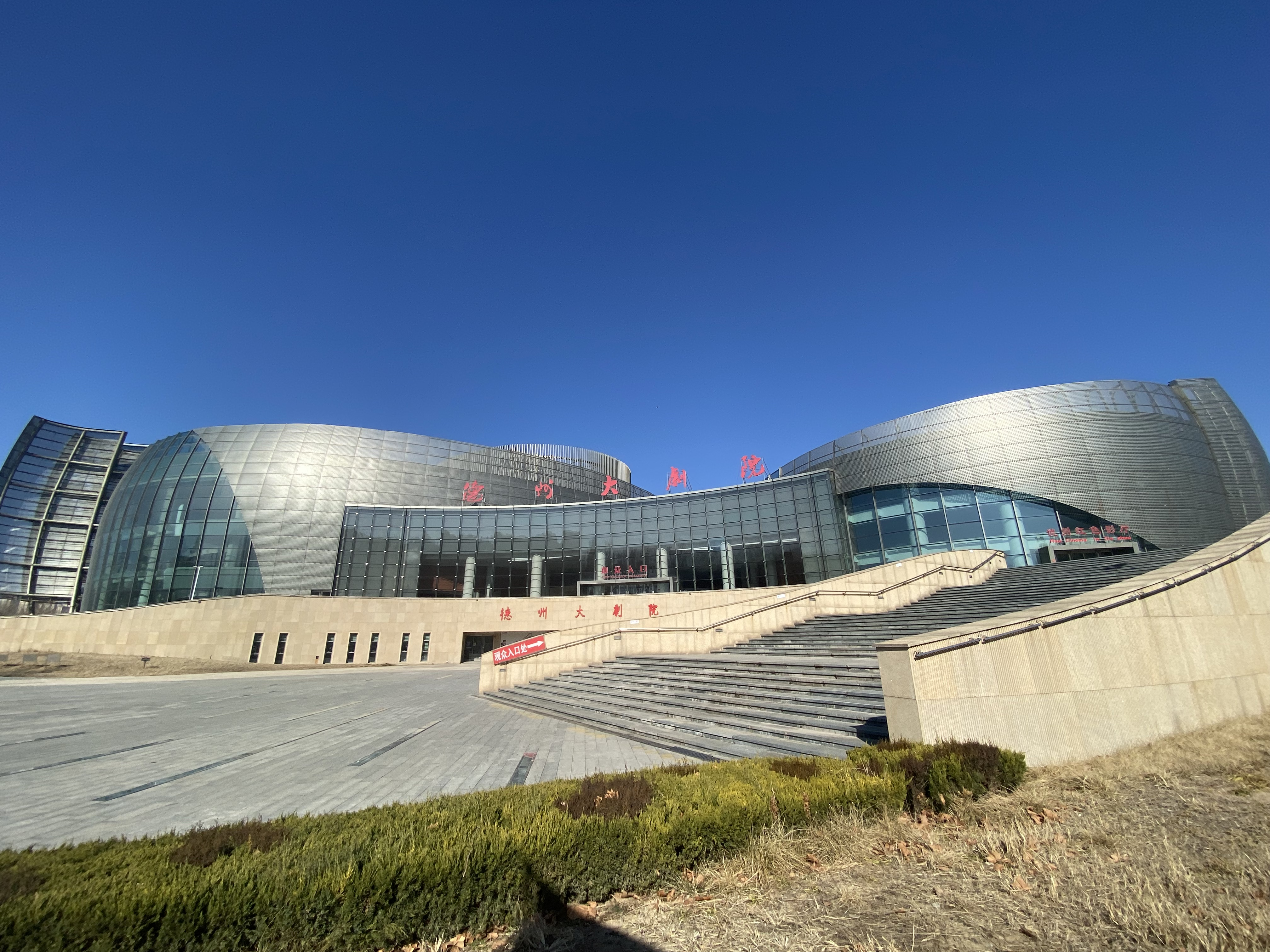
劇場
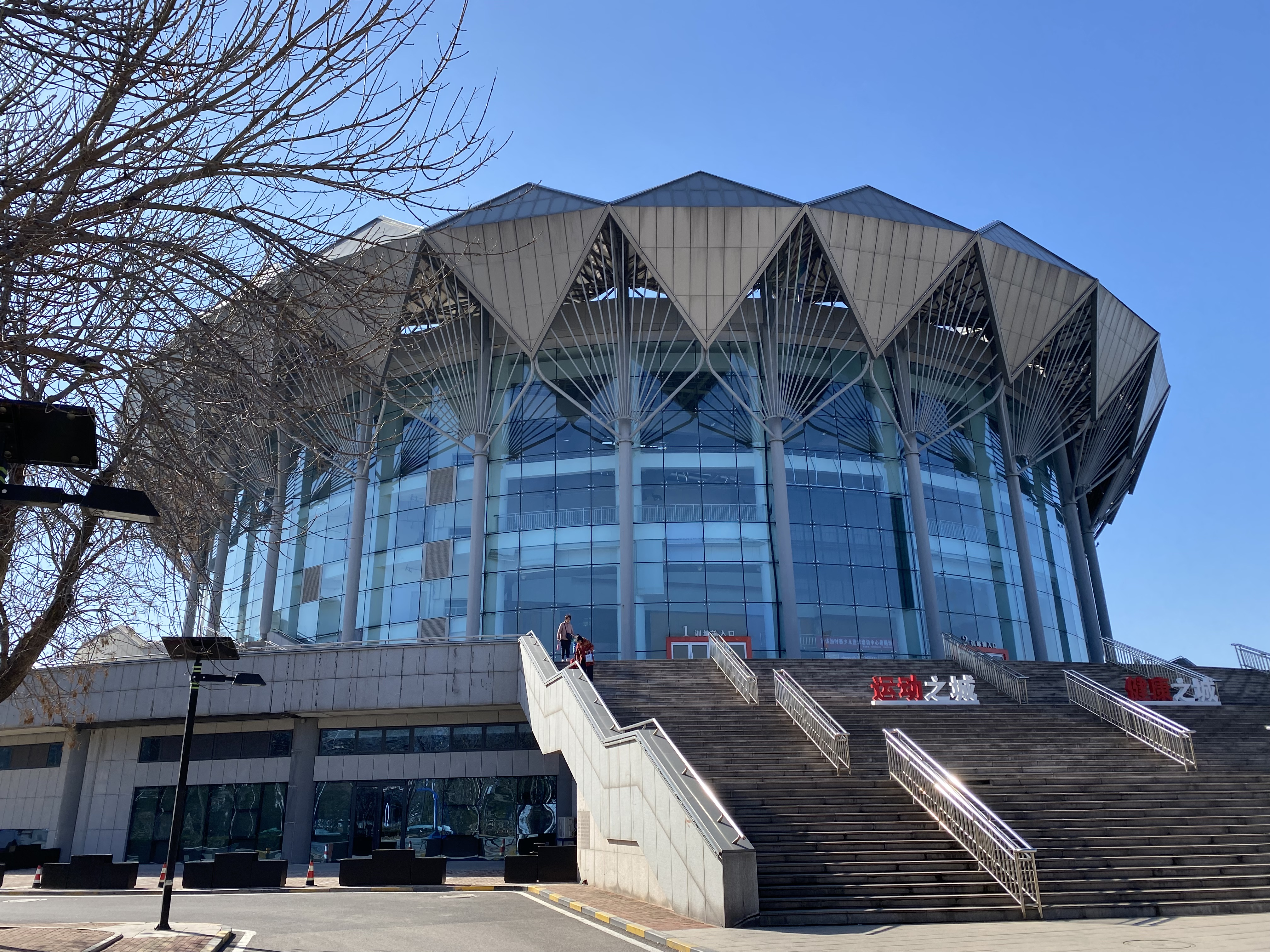
体育館
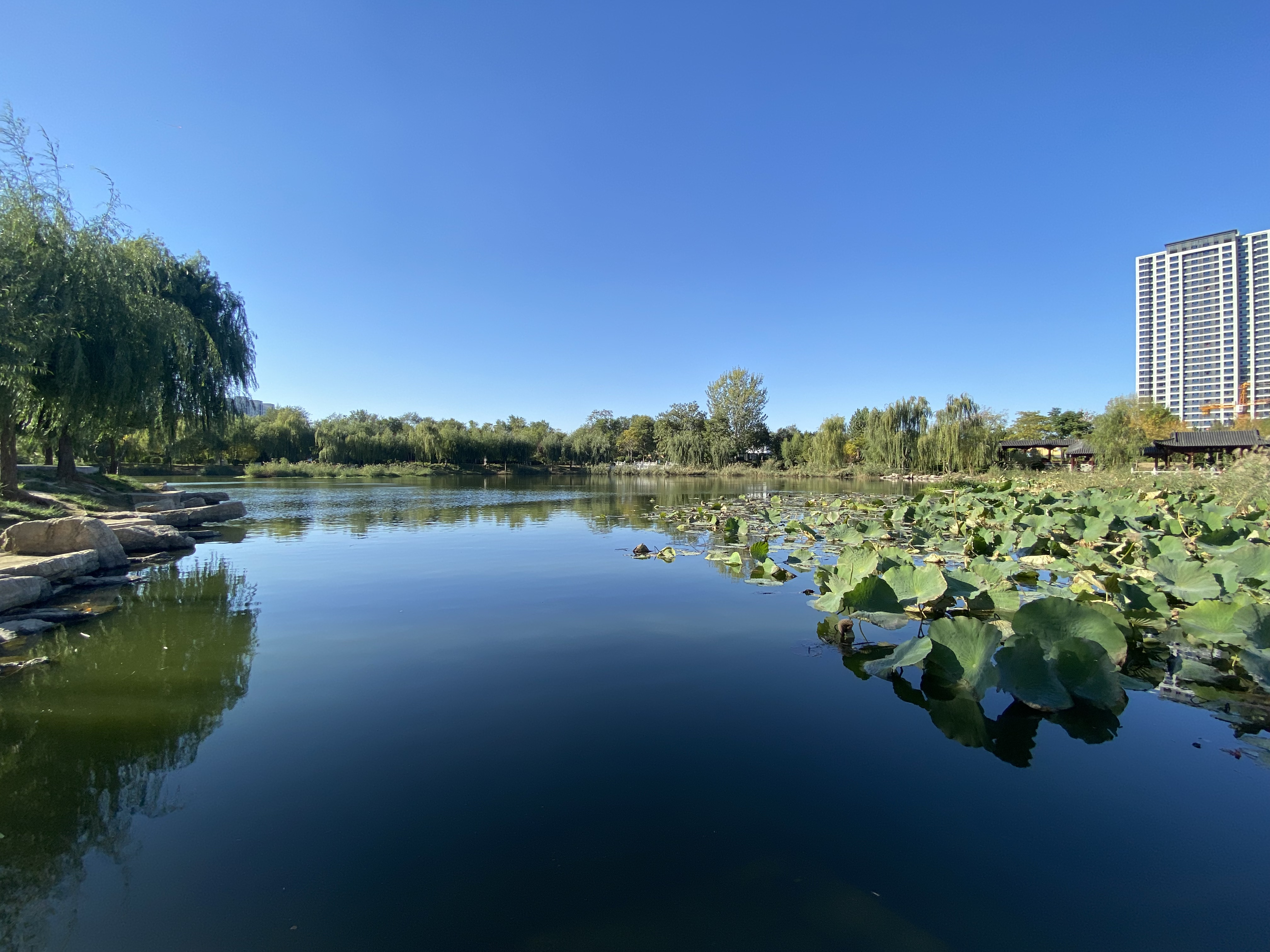
運河公園
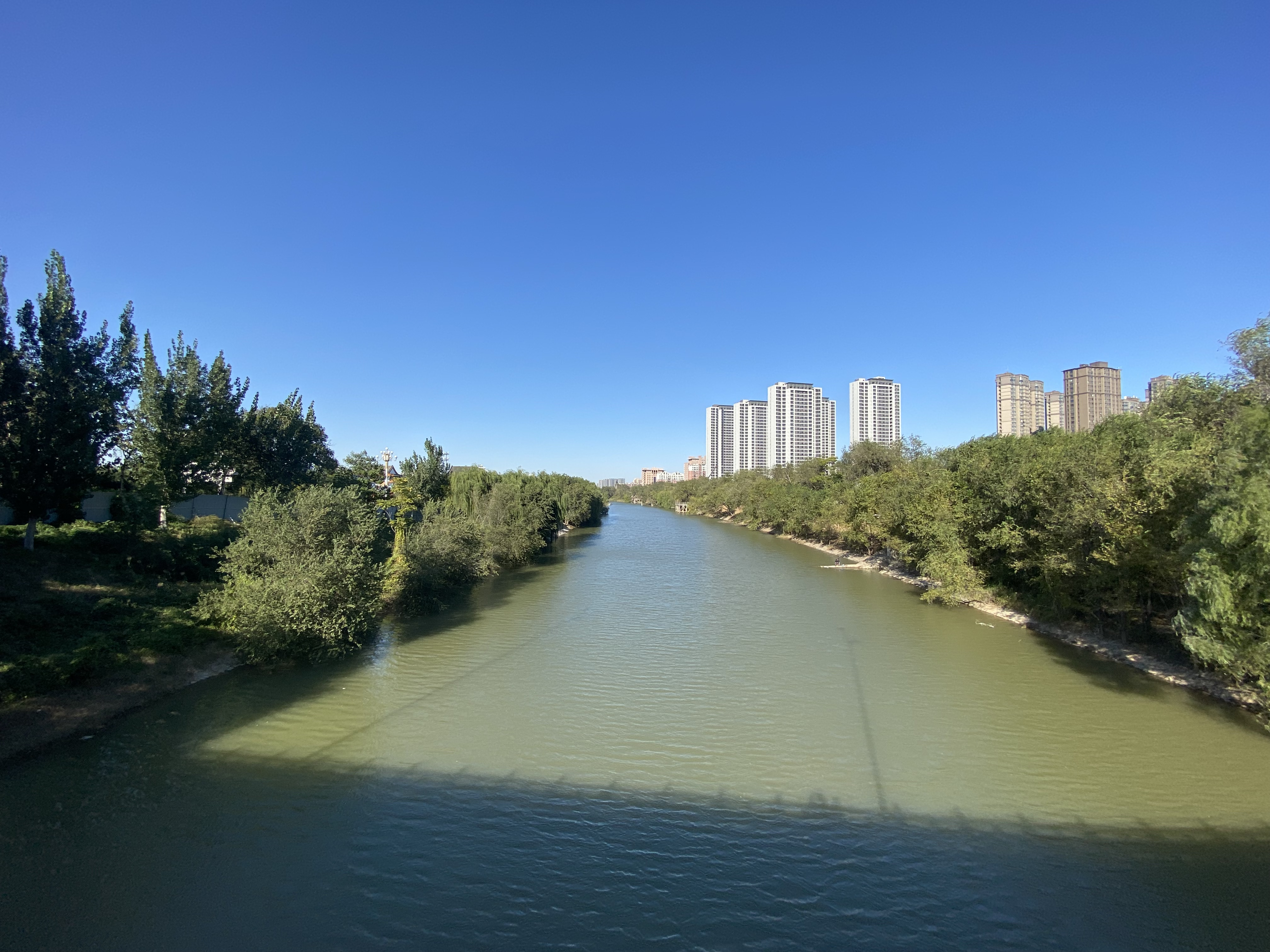
古運河
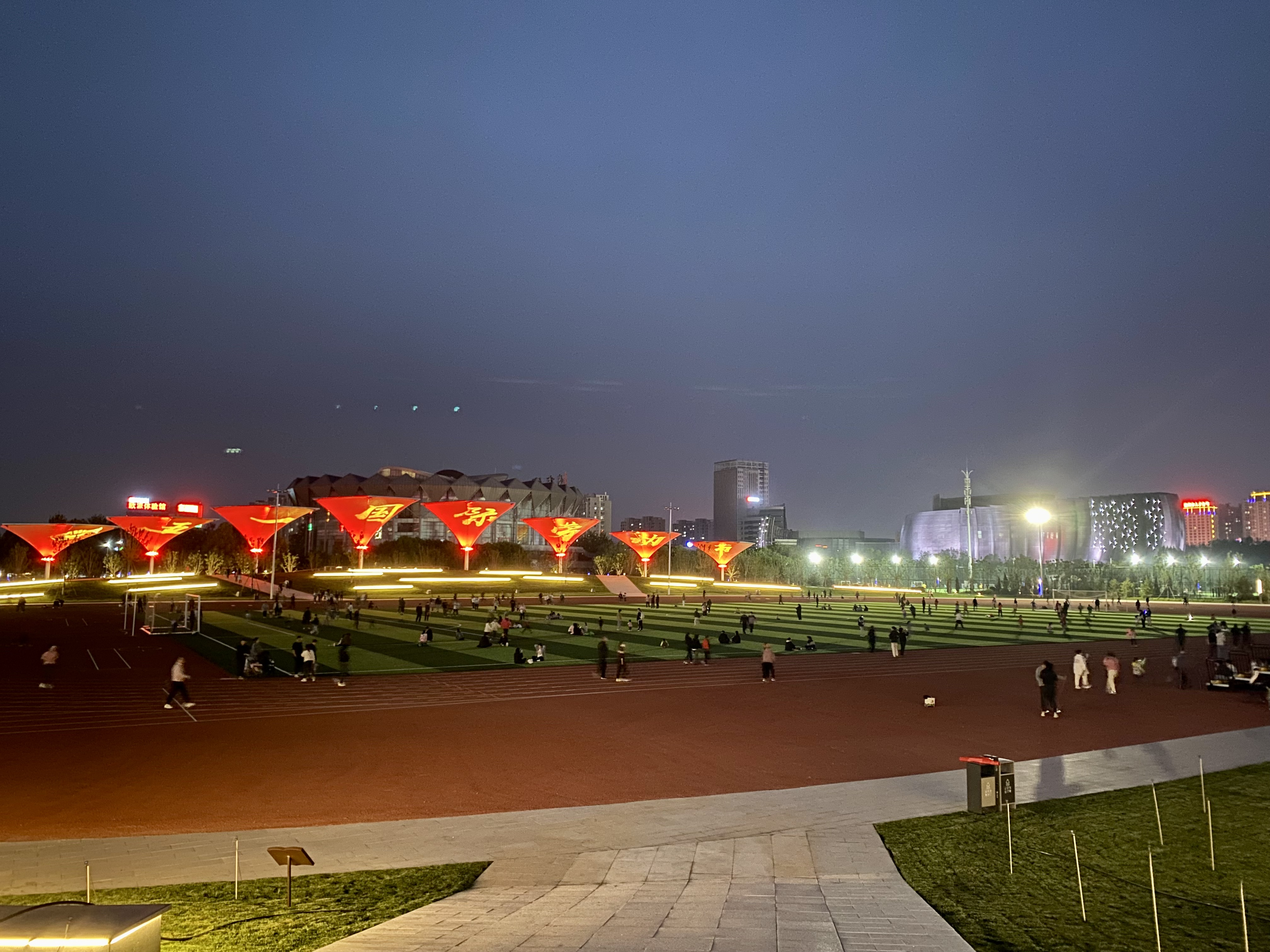
市民体育場

## 著名な出身者
- 馬天宇：歌手、俳優
- 韓紅（戸籍が徳州でチベット自治区生まれ）：歌手